# Harzfelder Holz
Das Naturschutzgebiet Harzfelder Holz liegt im Landkreis Nordhausen in Thüringen. 
Es erstreckt sich südöstlich von Harzungen, einem Ortsteil der Landgemeinde Harztor, und nördlich von Rüdigsdorf, einem Ortsteil der Großen Kreisstadt Nordhausen. Nördlich und östlich des Gebietes verläuft die Landesstraße L 1037 und südlich die L 1038.

## Bedeutung
Das 283,2 ha große Gebiet mit der NSG-Nr. 408 wurde im Jahr 2014 unter Naturschutz gestellt.